# 魚中魚
魚中魚水族寵物有限公司（Pets Mall Co., Ltd.）或稱魚中魚樂活有限公司，簡稱魚中魚，是一所發源於臺中市霧峰區的大型量販連鎖寵物店，成立於1990年。販售包括水族、貓、狗、鼠、兔、兩棲爬蟲等常見寵物項目以及相關用品。

## 歷史
創辦人曾錦皇為臺中市人，退伍後曾從事板模工為生，其後復轉行跑車賣菜。由於自幼熱衷養魚的嗜好曾數度應徵於水族館的工作，終因擔心家人無法認同而放棄，後於妻子的體諒與鼓勵之下才正式踏入水族業領域。1990年12月，曾錦皇成立魚中魚的第一家店舖「霧峰店」，五年後始將經營版圖拓展至整個臺中市。1999年九二一大地震發生後，魚中魚在臺中的所有店面受到重創，於隔年開始陸續往南投縣、彰化縣等其他縣市拓展。2004年11月，首家臺灣北部種子門市「土城店」開幕，隔年亦設點於臺南市。2013年，魚中魚與「萬達寵物」、「寵物王國」等七家業者聯合制價，遭公平會重罰新台幣1395萬元，其中魚中魚被開罰400萬元。
2020年3月，以新台幣2.95億元，買下新竹市經國路上原本營業的二層店面門市，為大新竹地區店面次高總價。 9月，高雄市左營區「華夏店」以總價3.4億元移轉，是該區當年最高的房地交易紀錄。2021年3月，新莊、泰山的分店接連關閉。 9月，發展寵物智能科技。2022年4月，魚中魚在北部規模最大的寵物水族賣場板橋區「長江店」開幕；並且發展寵物就業市場與明台高中寵物科簽約合作。 12月，參與「罐頭愛心募糧捐贈儀式」關懷弱勢流浪動物。 2023年1月，響應新北市政府「遛狗不留便」活動，贊助10萬個聯名狗便袋。 4月，發起力挺在地農業，於全臺30家門市推動「消費滿800元送一顆高麗菜」活動。

### 觀賞魚

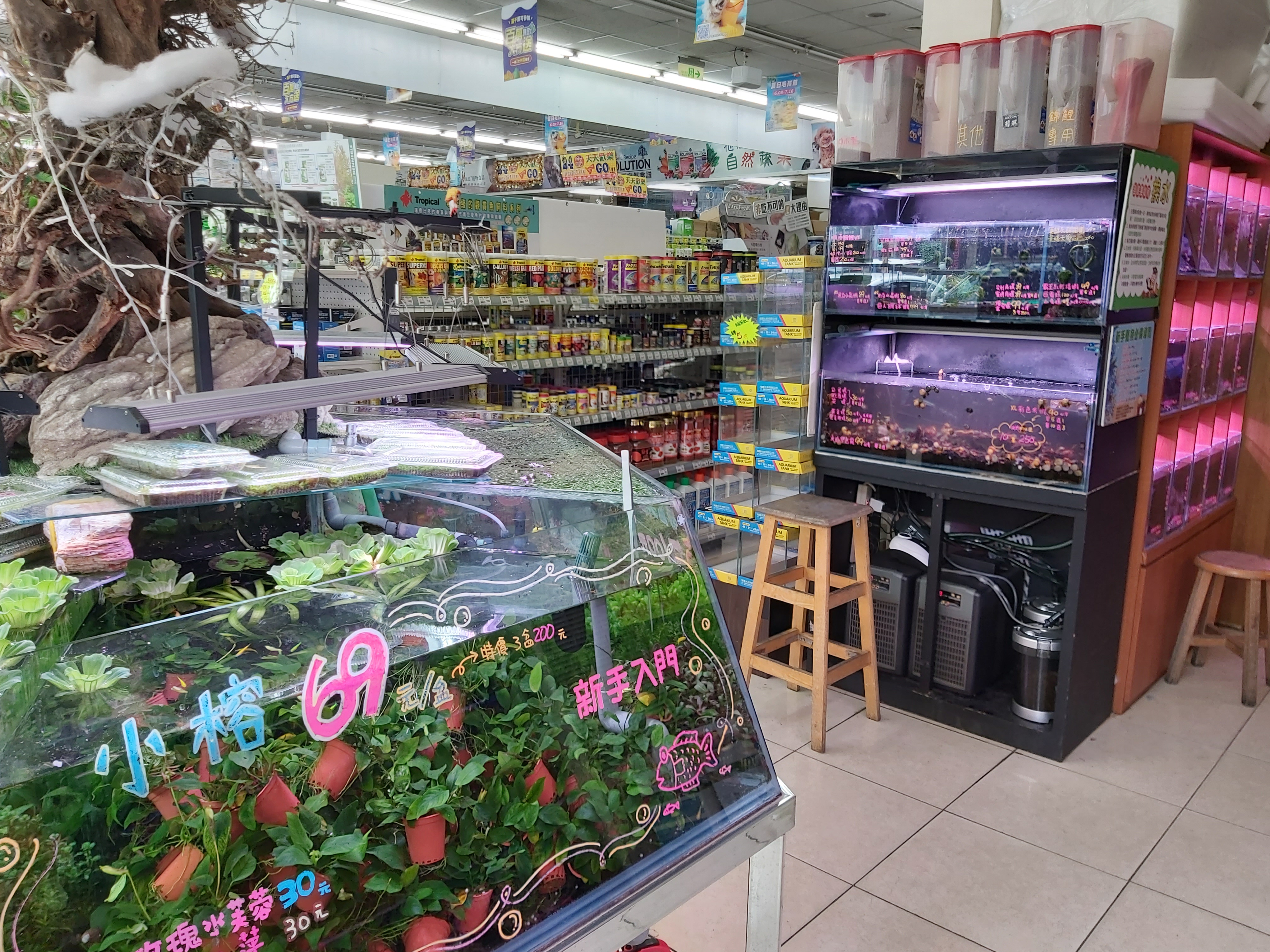
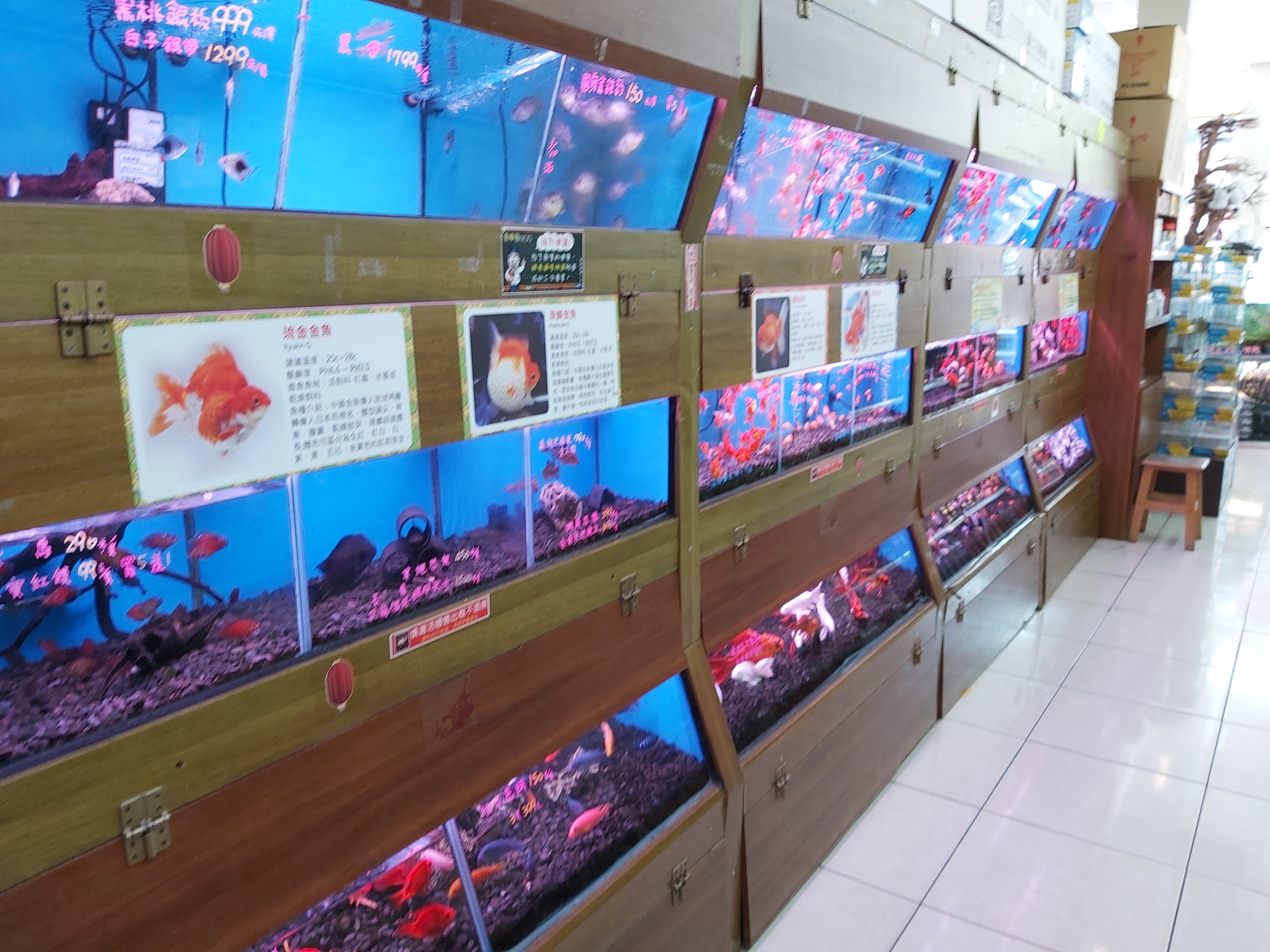
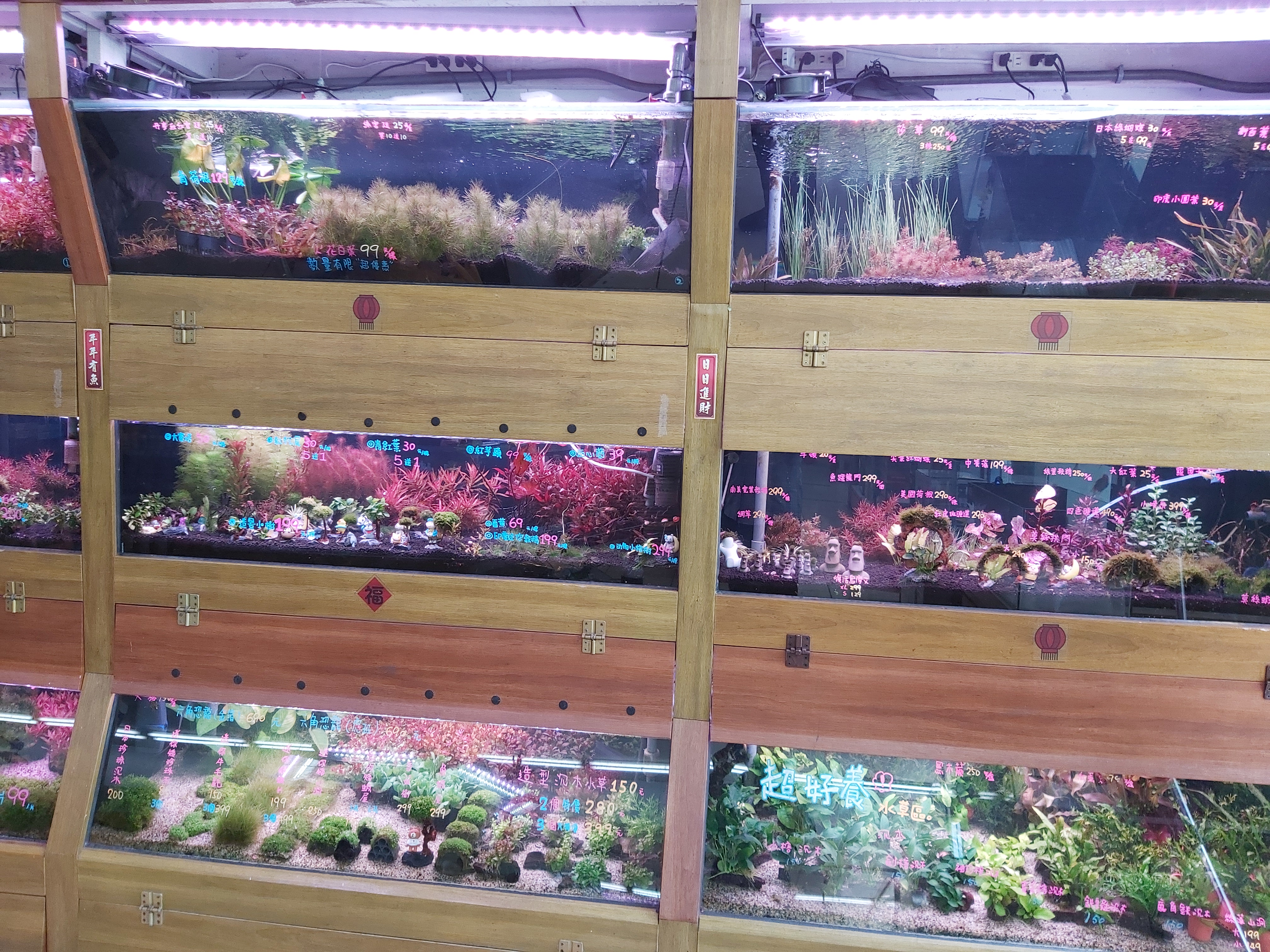
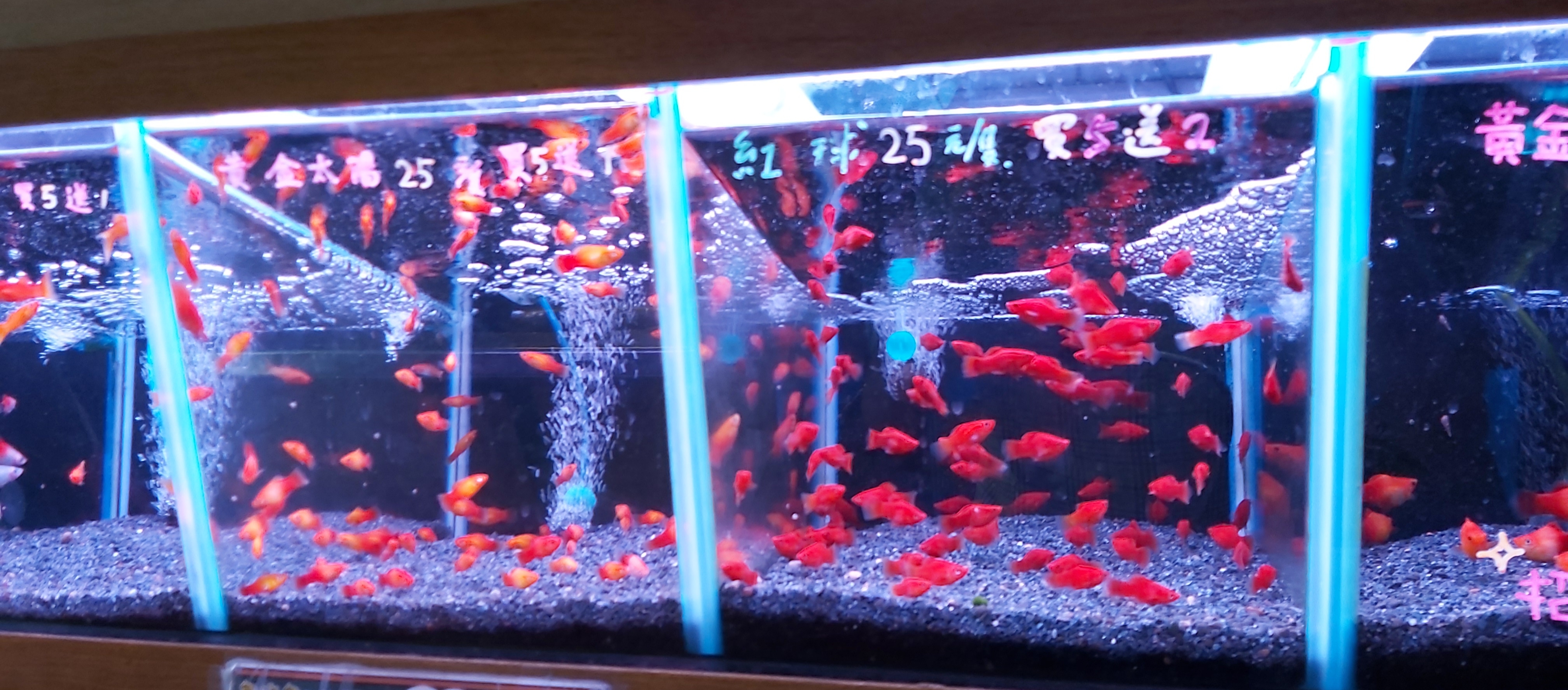
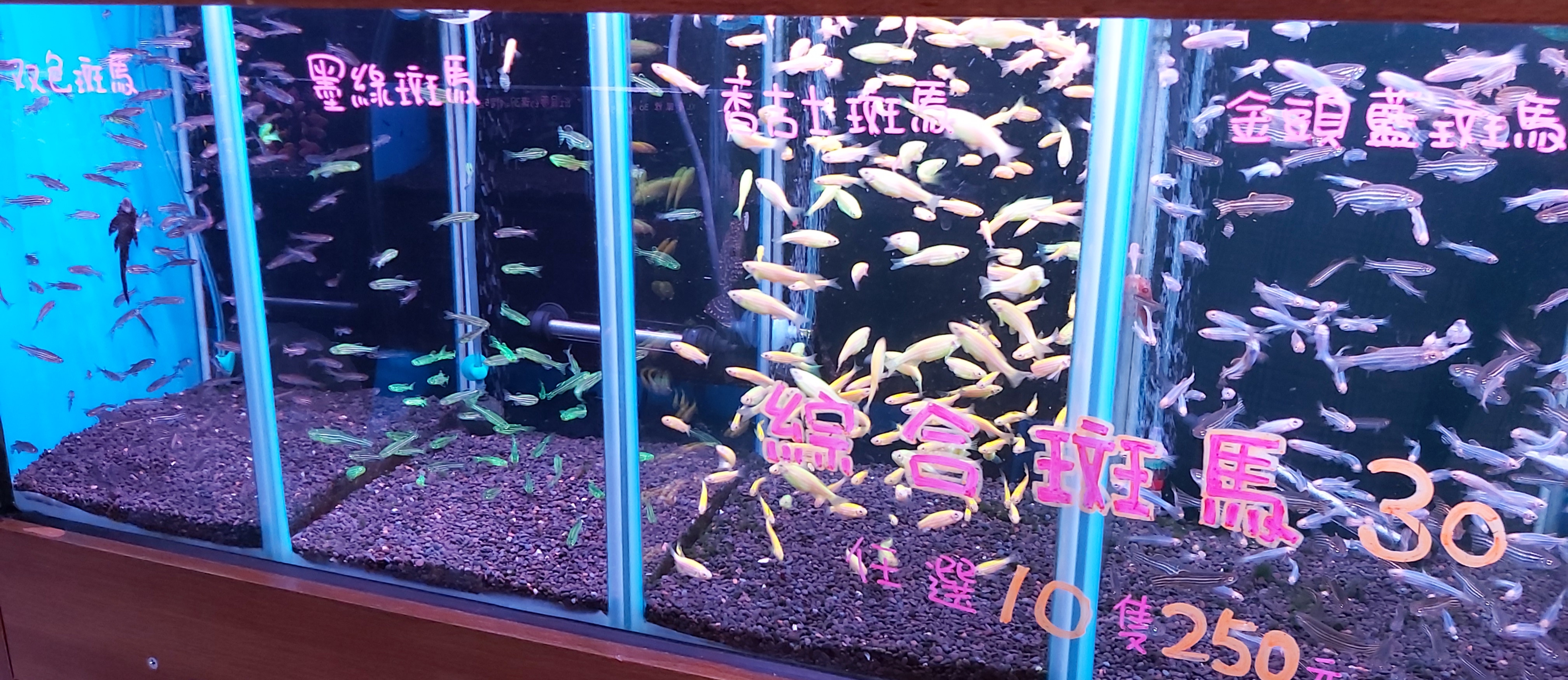
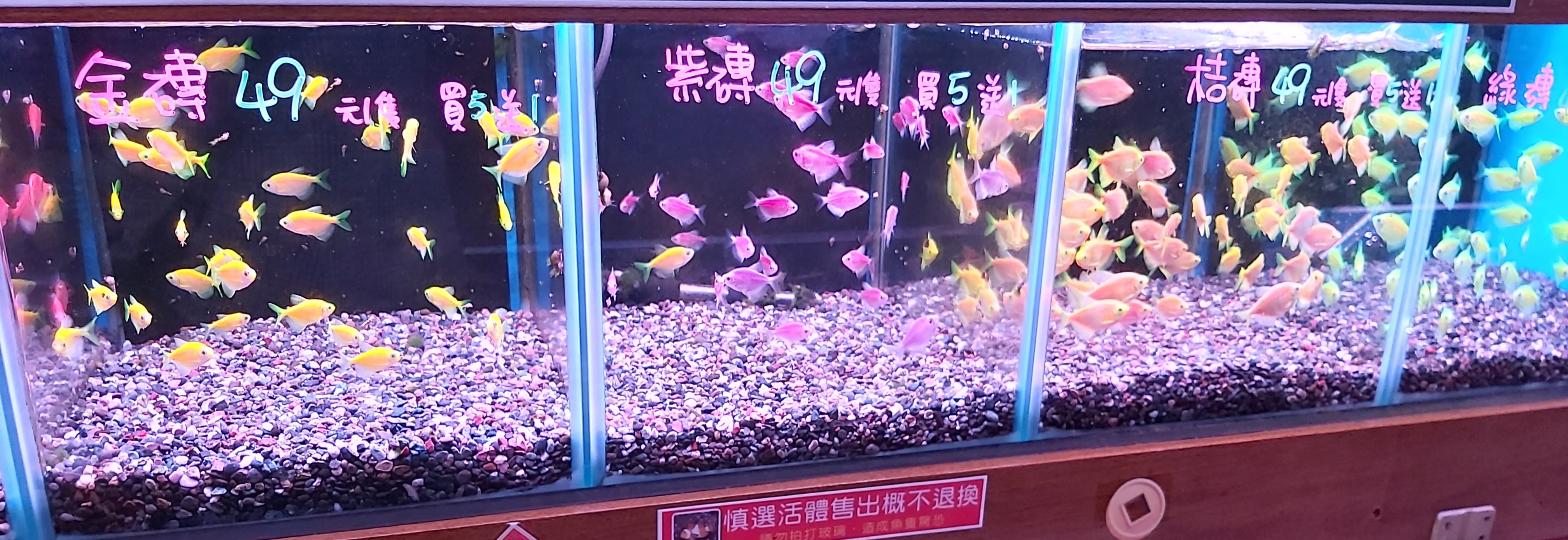
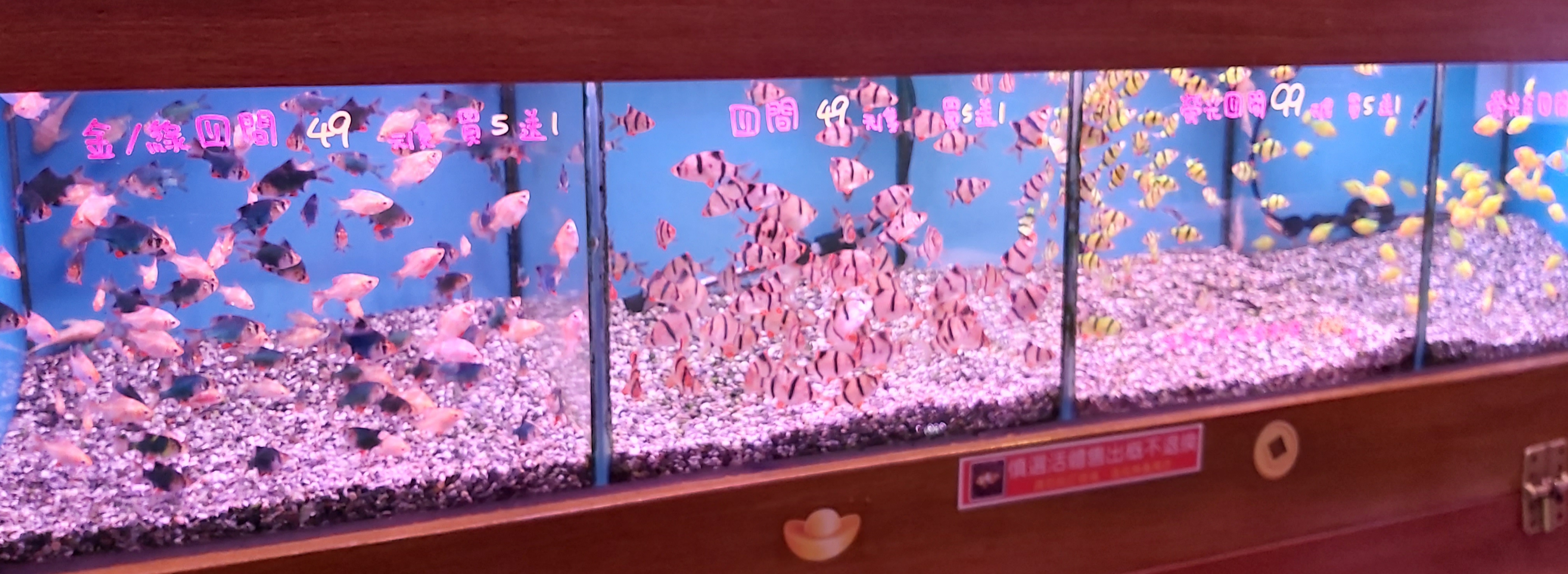
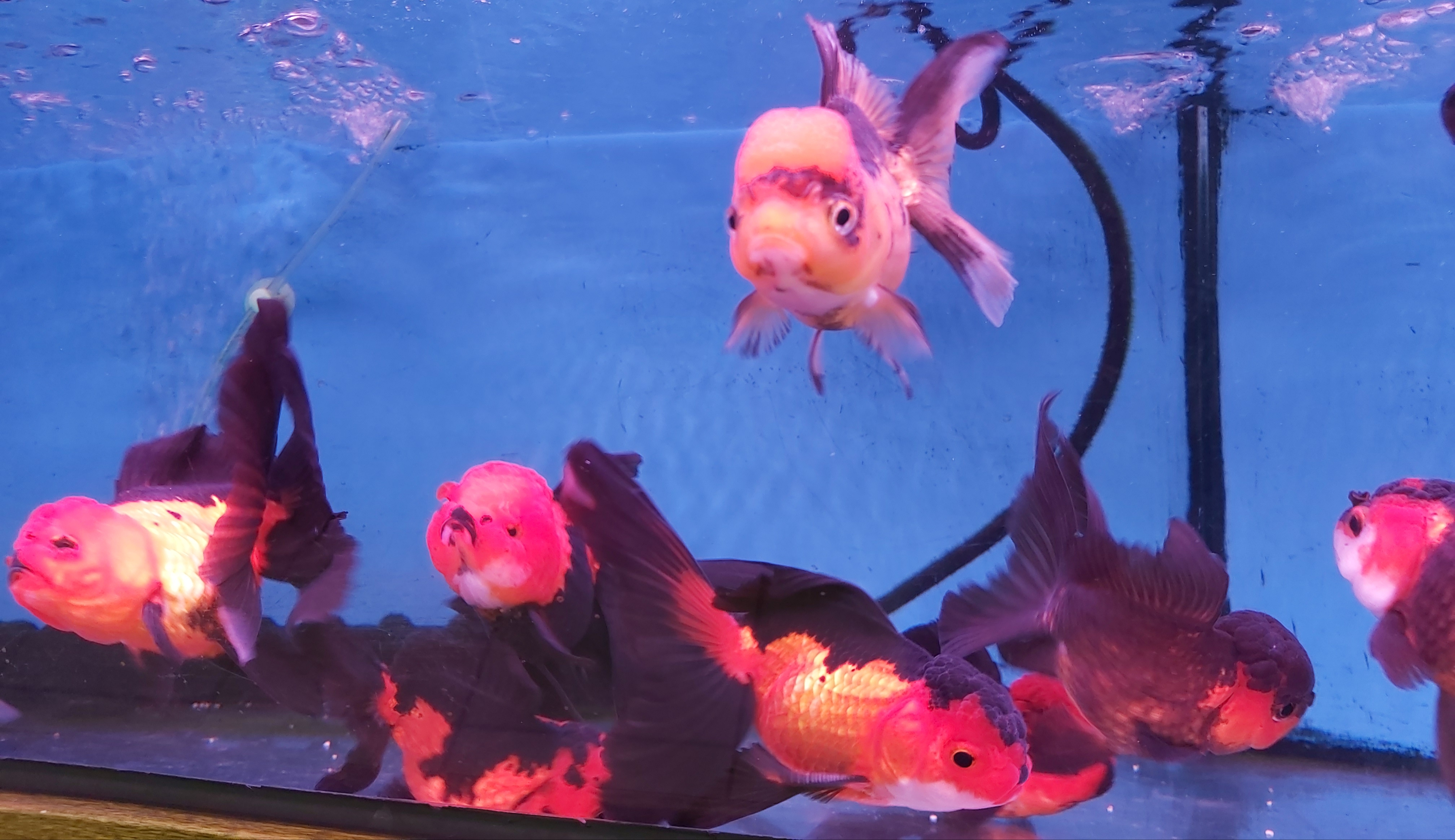
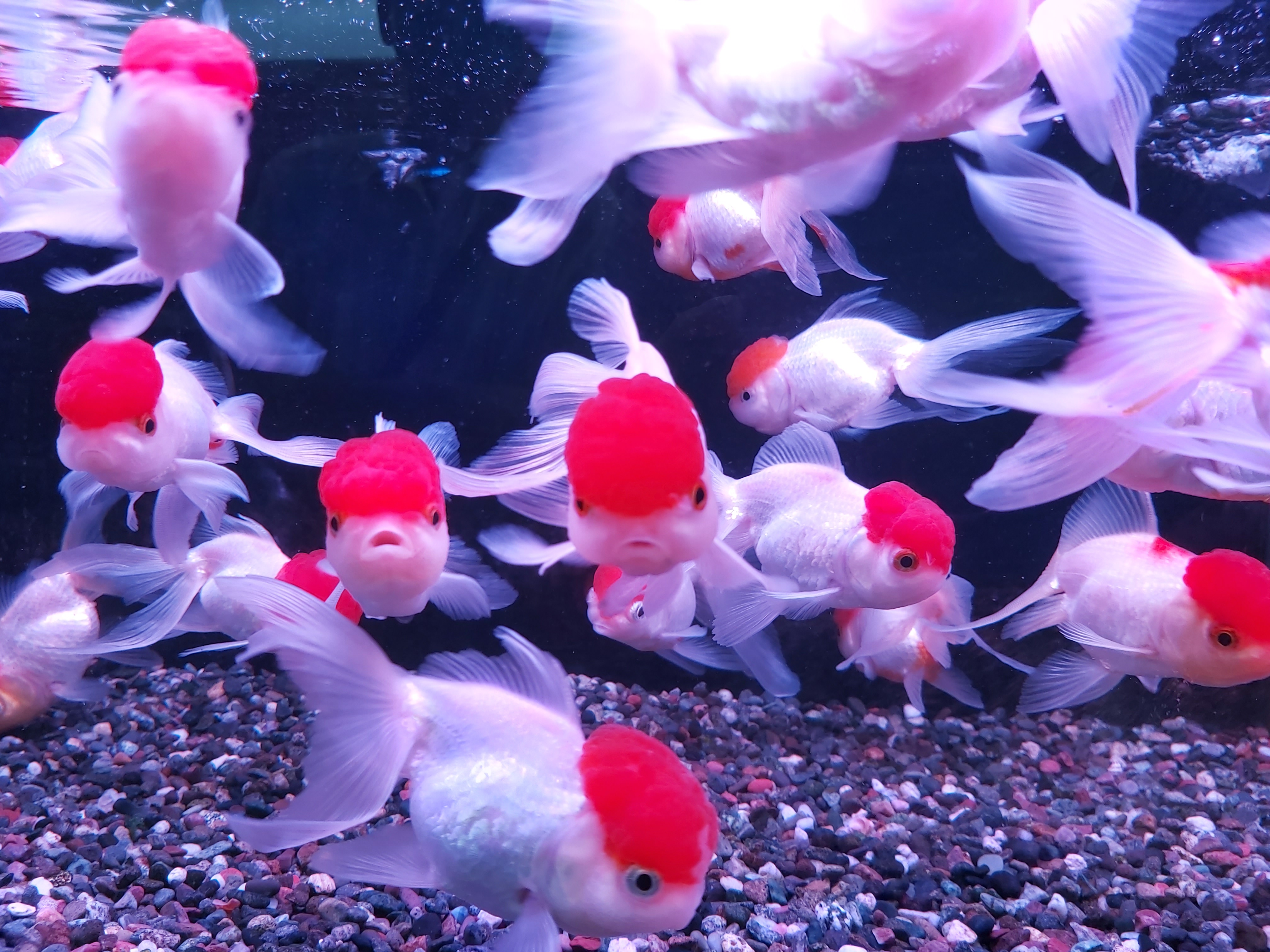
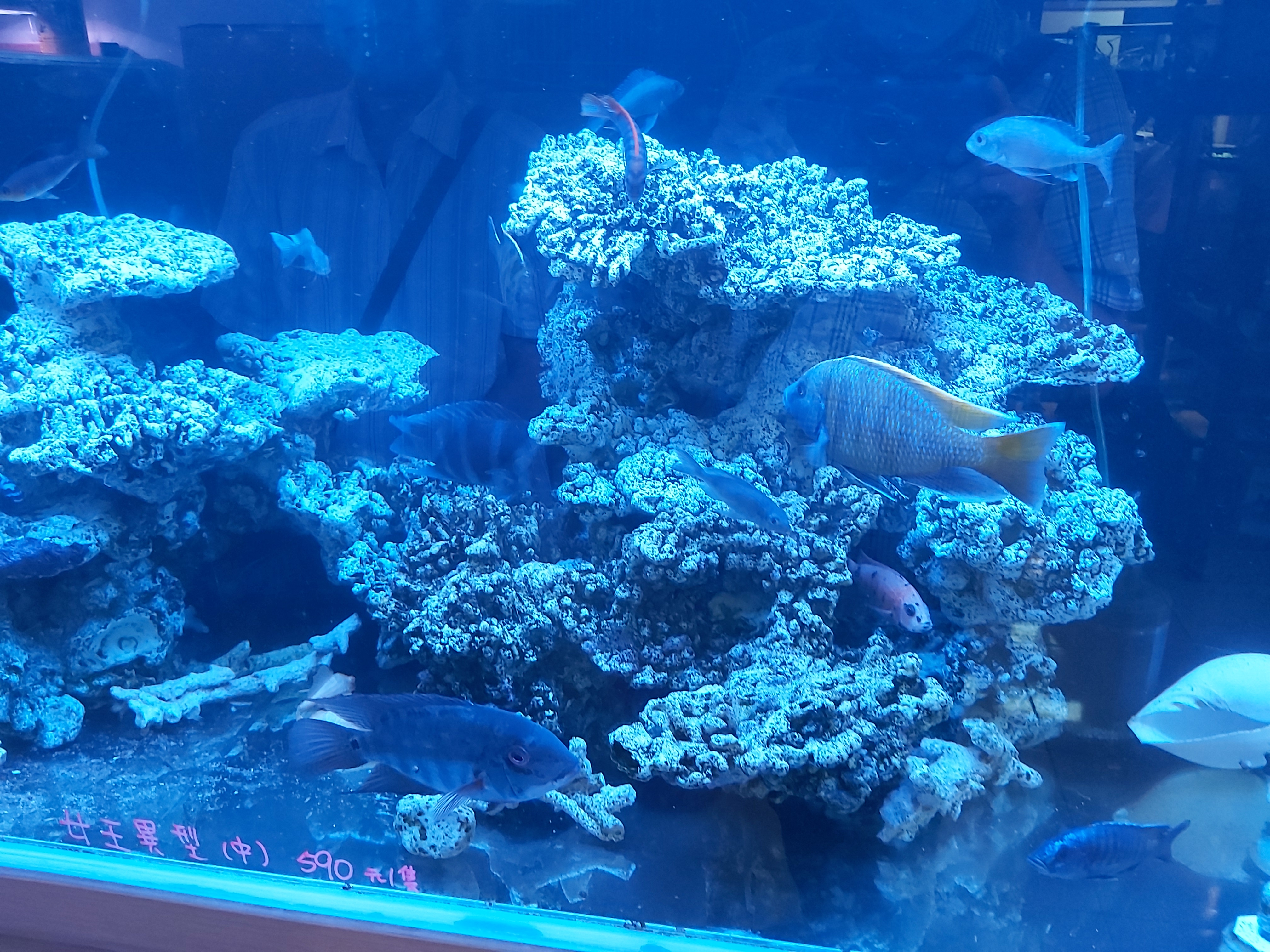
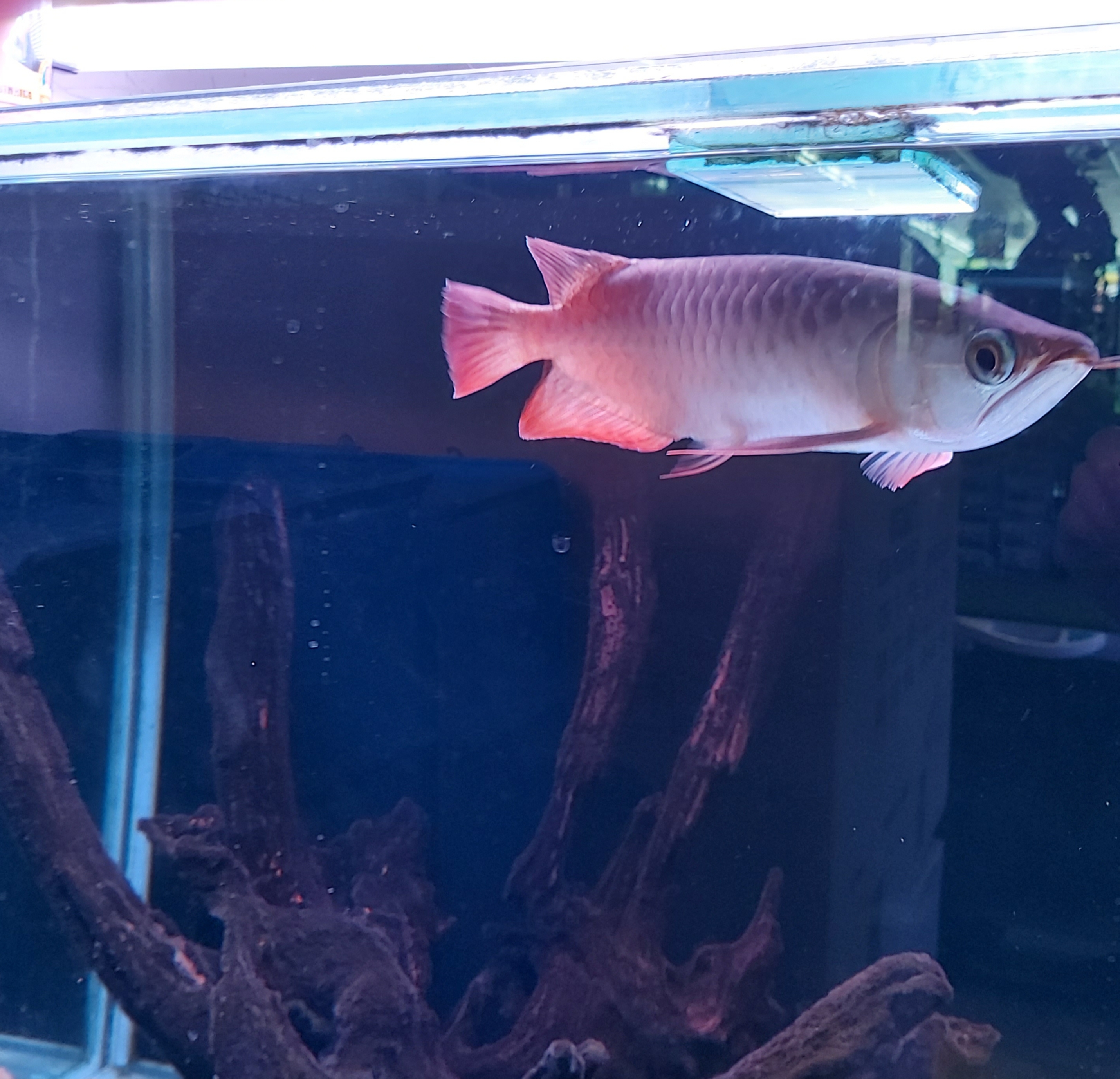
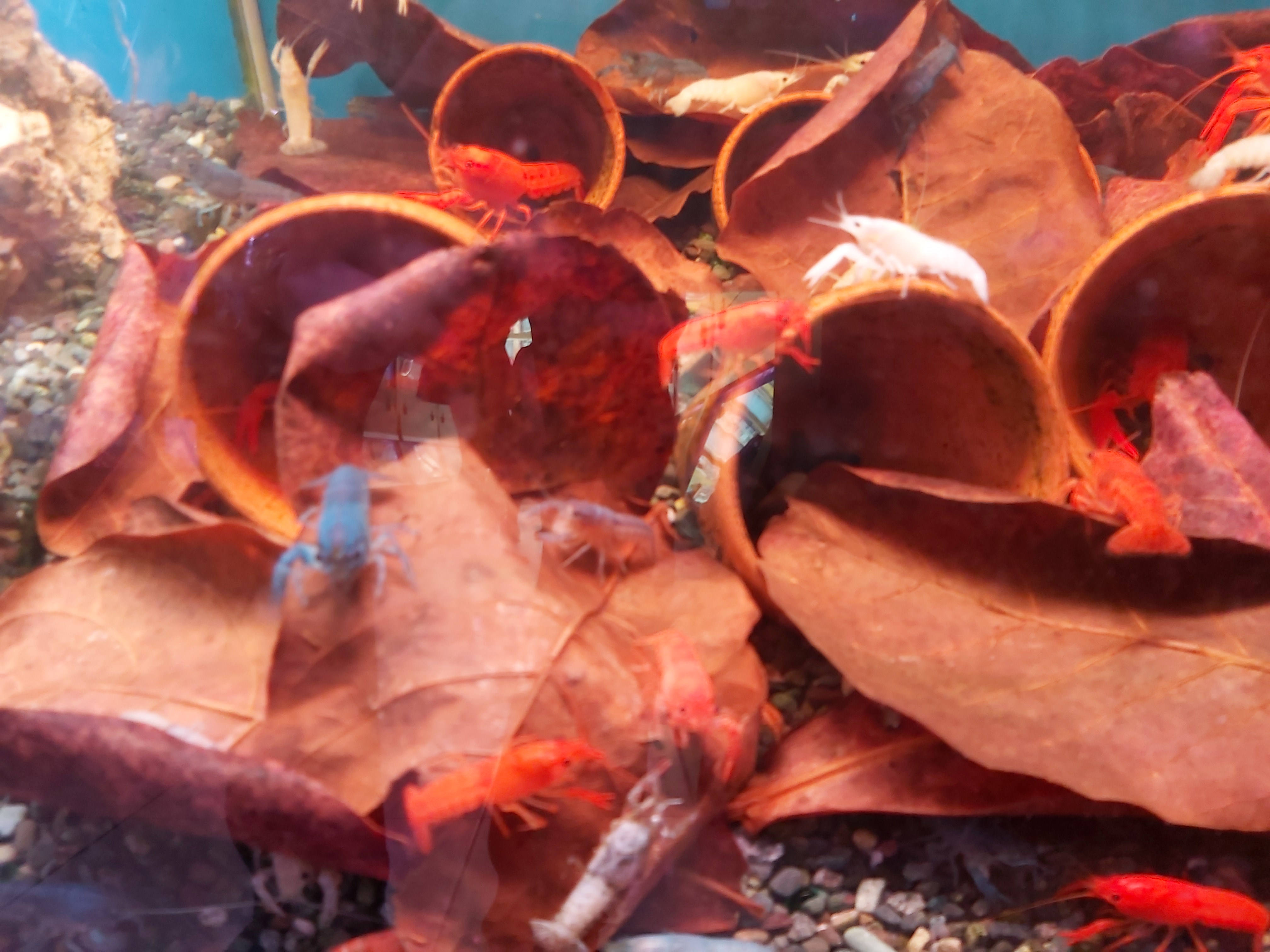

### 兩棲爬蟲、甲蟲

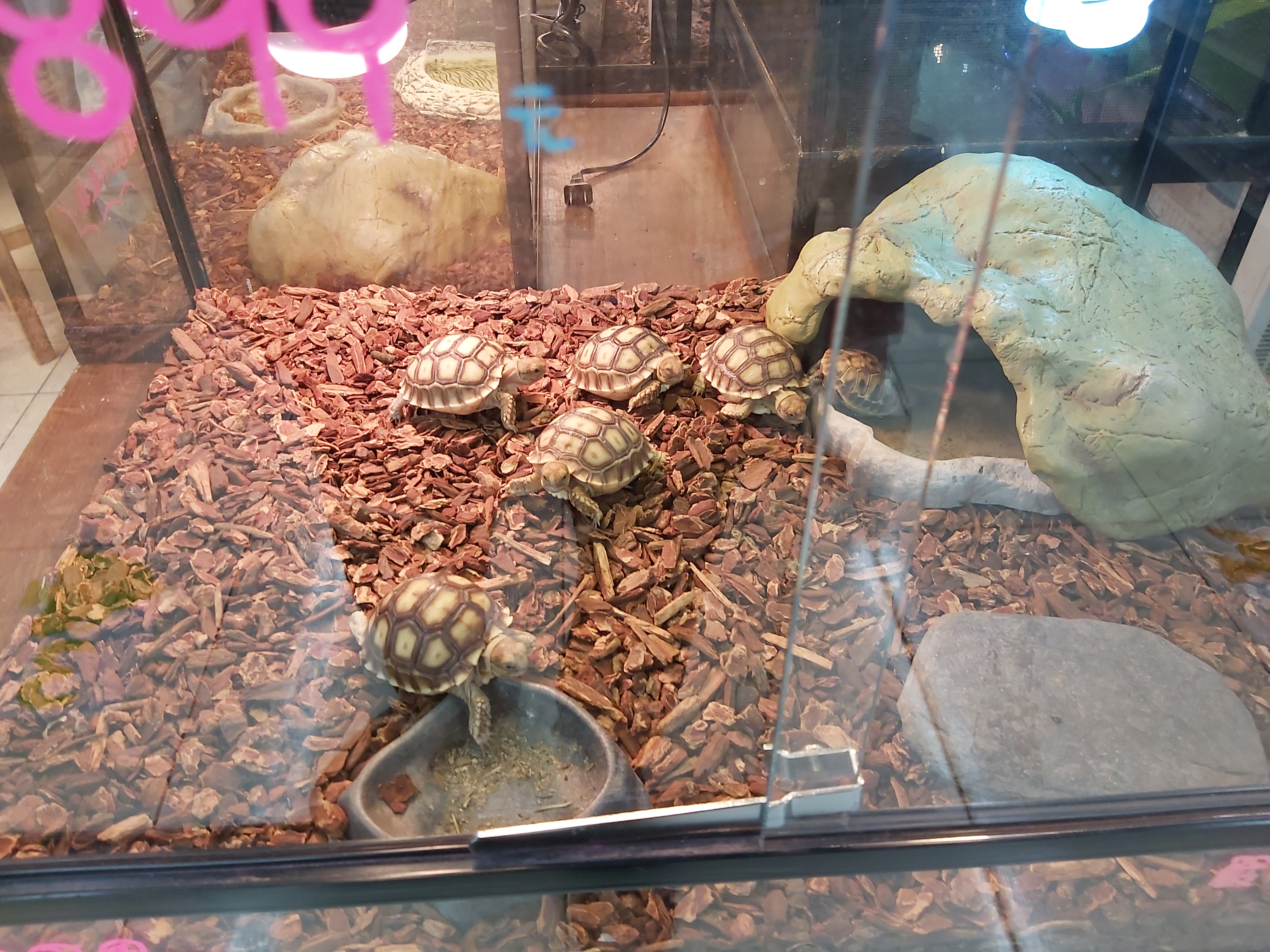
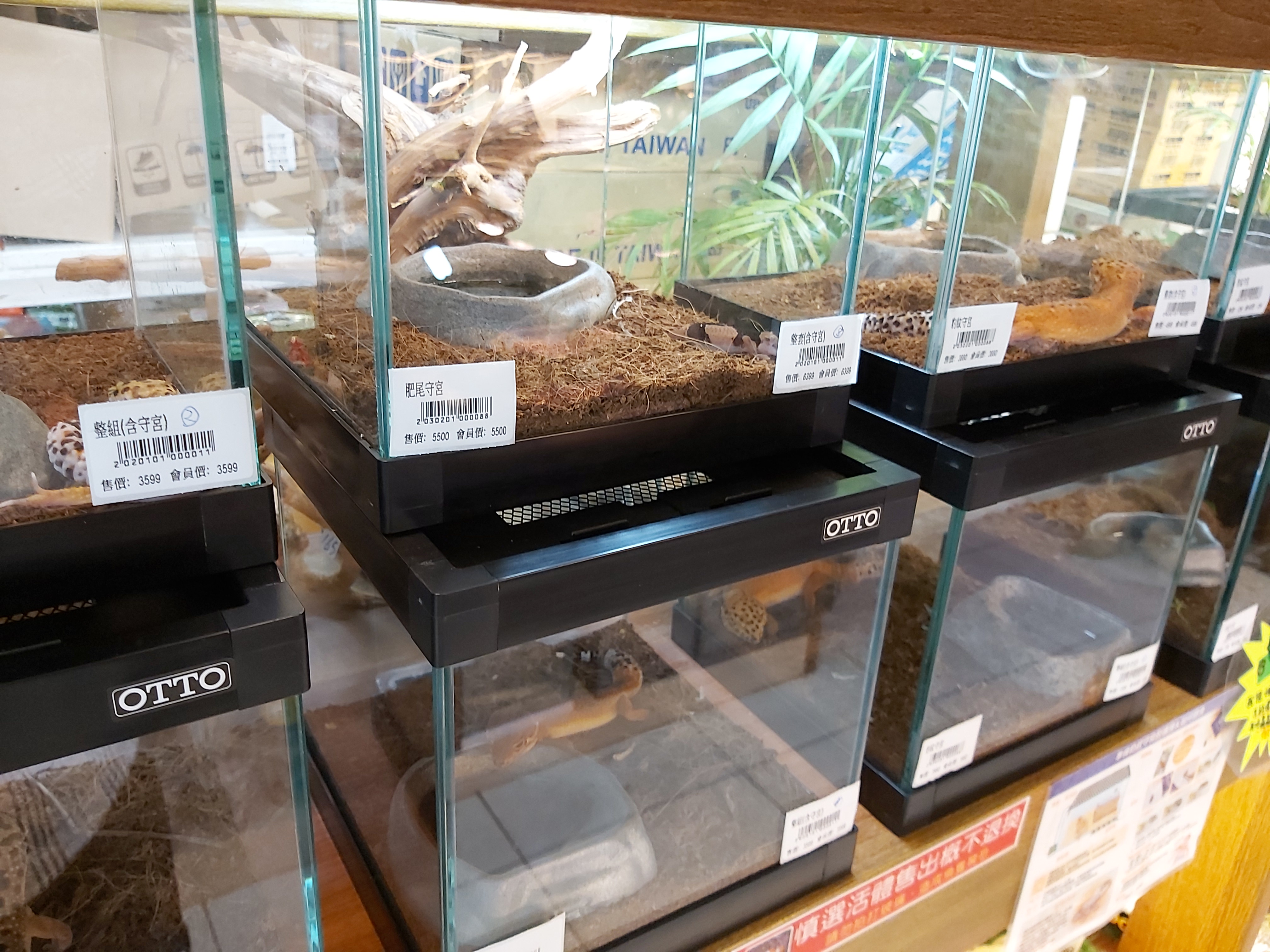
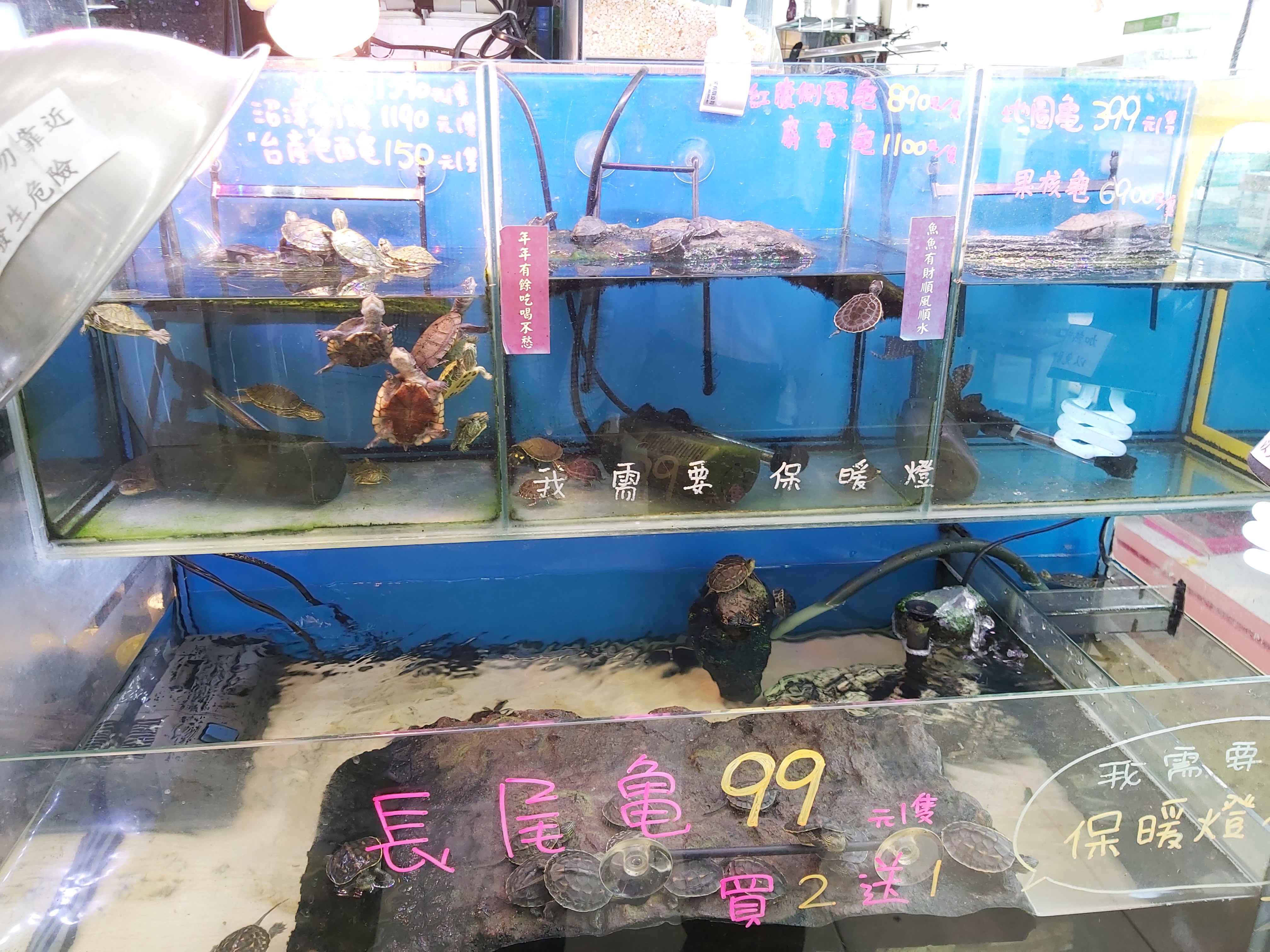
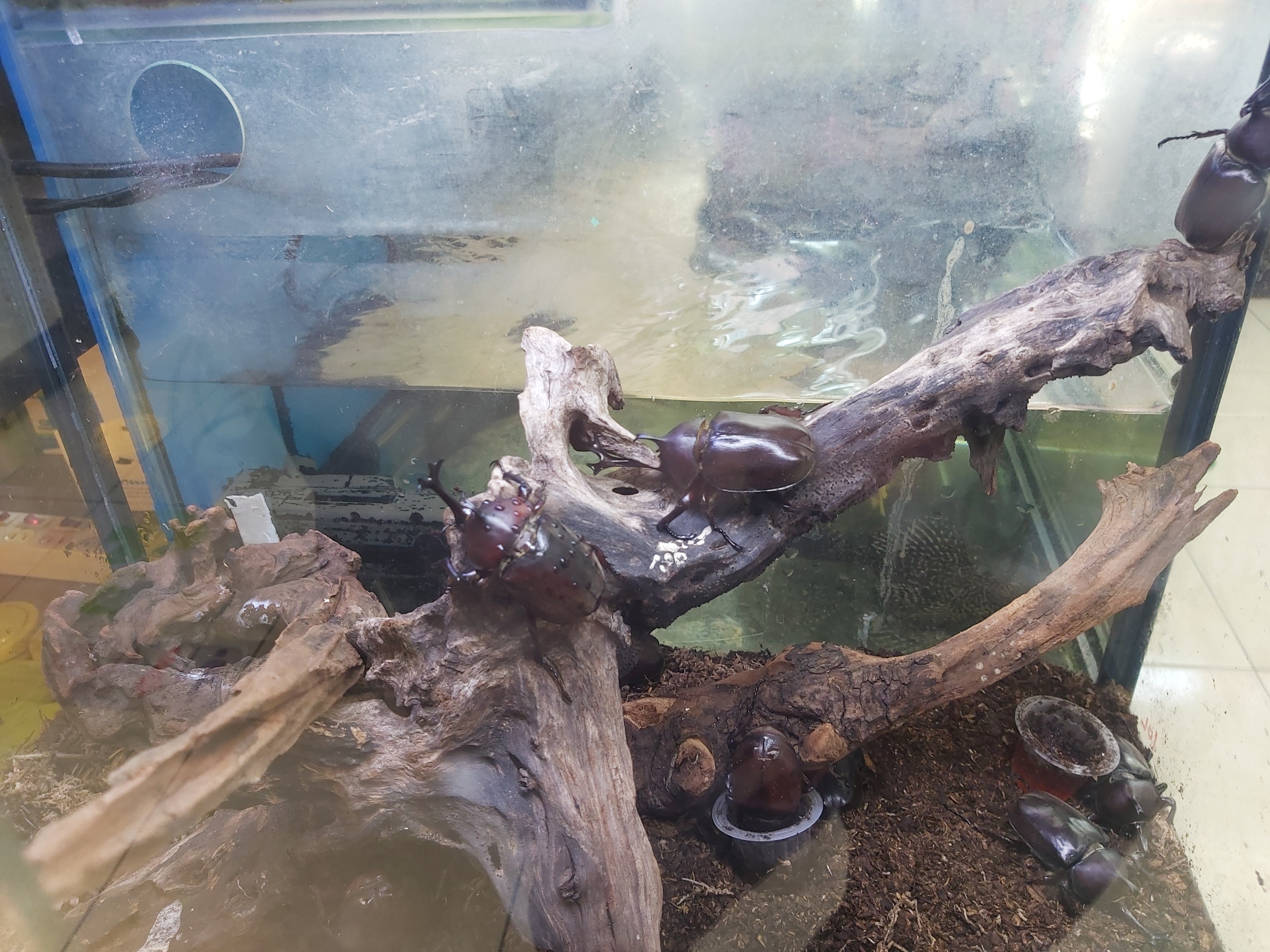

## 外部連結
- 魚中魚寵物水族官網 （页面存档备份，存于）
- 魚中魚寵物水族的Facebook專頁 （页面存档备份，存于）